# Rzepińce
Rzepińce (ukr. Ріпинці, Ripynci) – wieś na Ukrainie w rejonie czortkowskim obwodu tarnopolskiego.
Przez wieś przechodzi Droga terytorialna T2016. 
Od 1945 wieś jest siedzibą rady wiejskiej.

## Historia
Dziedzicem wsi w 1816 był Jakób Wolański herbu Przyjaciel, dziadek Władysława Krzysztofa Feliksa Wojciecha Wolańskiego. W 1901 działa gorzelnia Maurycego Sommersteina. 
Przynależność administracyjna przed 1939 r.: gmina Trybuchowce, powiat buczacki, województwo tarnopolskie.
Zbrodnie nacjonalistów
Miejsce zbrodni nacjonalistów ukraińskich. 
22 września 1943 roku zamordowano w Rzepińcach Stanisława Stępniowskiego, buchaltera. 25 Polaków zamordowano na przełomie stycznia i lutego 1945.

## Zabytki
- niezachowany piętrowy pałac Wolańskich wybudowany w 1818 r. na miejscu wcześniejszego[9].
- kaplica grobowa Wolańskich (1892), znajduje się obok miejscowej szkoły, częściowo zdewastowana za władzy radzieckiej.